# Tannu Ola
Tannu Ola, ibland skrivet Tannu-Ola, är en bergskedja i södra Sibirien som sträcker sig utmed västra delen av gränsen mellan Ryska federationen och Mongoliet. Bergskedjans högsta topp ligger i väster och når 3061 meter över havet.